# Bolboschoenus yagara
Bolboschoenus yagara är en halvgräsart som först beskrevs av Jisaburo Ohwi, och fick sitt nu gällande namn av Y.C.Yang och M.Zhan. Bolboschoenus yagara ingår i släktet Bolboschoenus och familjen halvgräs. Inga underarter finns listade i Catalogue of Life.